# Chelonopsis
Chelonopsis – rodzaj roślin z rodziny jasnotowatych. Obejmuje 19 gatunków. Rośliny te występują we wschodniej Azji od Himalajów i Tajlandii po Japonię. Najbardziej zróżnicowane są w Chinach, gdzie obecnych jest 16 gatunków. Rosną w lasach i zaroślach.

## Morfologia

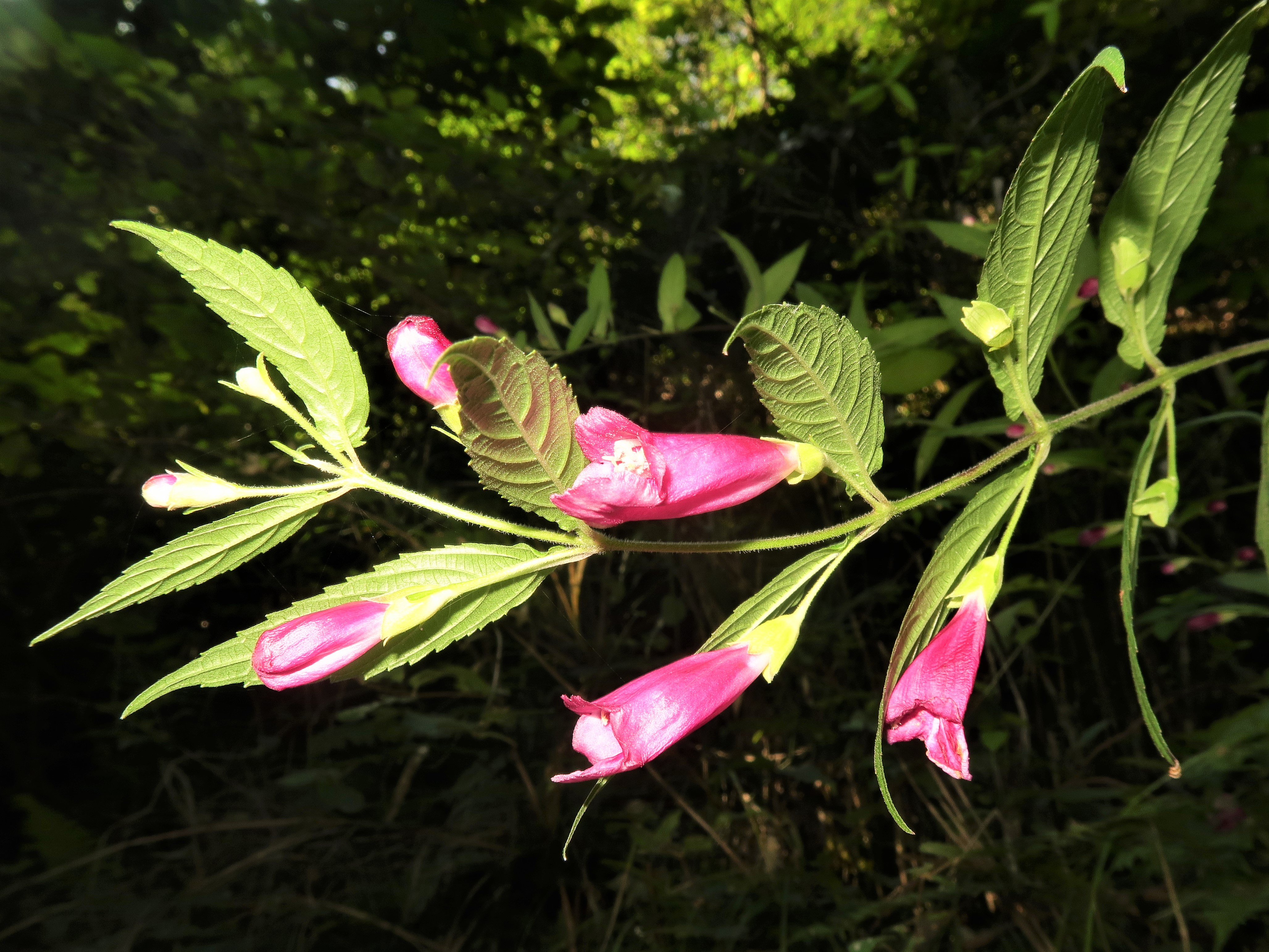
Chelonopsis longipes

PokrójByliny i krzewy o pędach pokrytych prostymi włoskami.
LiścieZ blaszką karbowaną lub piłkowaną.
KwiatyZebrane po kilka w luźne wierzchotki wyrastające w okółkach w górnej części pędów. Kwiaty osiągają od 1,5 do 4 cm długości. Kielich jest dzwonkowaty, błoniasty, rozrastający się w czasie owocowania, 10-żyłkowy, z 4 lub 5 trójkątnymi ząbkami równej lub podobnej długości, u niektórych gatunków wyraźnie dwuwargowy, z górną wargą z trzema łatkami i dolną z dwiema. Korona kwiatu z dwiema wargami, fioletowoczerwona, żółta lub biała, bez pierścienia włosków wewnątrz. Górna warga krótka, prosta, całobrzega lub z wycięciem na końcu. Dolna warga dłuższa, zwisająca, trójłatkowa, ze środkową łatką największą. Pręciki cztery, podobnej długości jak rurka korony, schowane pod górną wargą. Zalążnia naga. Szyjka słupka na szczycie z rozwidlonym, szydlastym znamieniem.
OwoceRozłupki spłaszczone, w górnej części ze skrzydełkiem.

## Systematyka
Pozycja systematyczna
Rodzaj z plemienia Gomphostemmateae w obrębie podrodziny Lamioideae z rodziny jasnotowatych Lamiaceae.
Wykaz gatunków
- Chelonopsis abbreviata C.Y.Wu & H.W.Li
- Chelonopsis bracteata W.W.Sm.
- Chelonopsis cashmerica (Mukerjee) Hedge
- Chelonopsis chekiangensis C.Y.Wu
- Chelonopsis deflexa (Benth.) Diels
- Chelonopsis forrestii Anthony
- Chelonopsis giraldii Diels
- Chelonopsis lichiangensis W.W.Sm.
- Chelonopsis longipes Makino
- Chelonopsis mollissima C.Y.Wu
- Chelonopsis moschata Miq.
- Chelonopsis odontochila Diels
- Chelonopsis praecox Weckerle & F.K.Huber
- Chelonopsis rosea W.W.Sm.
- Chelonopsis siccanea W.W.Sm.
- Chelonopsis souliei (Bonati) Merr.
- Chelonopsis thailandica A.J.Paton, Suddee & Bongch.
- Chelonopsis yagiharana Hisauti & Matsuno
- Chelonopsis yaoshanensis (S.L.Mo & F.N.Wei) C.L.Xiang & H.Peng